# Poecillastra ciliata
Poecillastra ciliata är en svampdjursart som beskrevs av Wilson 1925. Poecillastra ciliata ingår i släktet Poecillastra och familjen Pachastrellidae.
Artens utbredningsområde är havet kring Filippinerna. Inga underarter finns listade i Catalogue of Life.